# گلاک ۲۲
گلاک ۲۲ یک اسلحه دستی ساخته شده توسط گلاک است. این اسلحه در اصل یک گلاک ۱۷ اصلاح شده برای قدرت آتش مهمات با کالیبر ۴۰ اسمیت و وسن به جای ۹در۱۹م‌م پارابلوم است. در این سلاح از گلنگدن کشویی، گیره، لوله کالیبر ۱۰در۲۲م‌م اسمیت و وسن و خشاب اصلاح شده استفاده شده‌است که در غیر اینصورت شبیه گلاک ۱۷ به نظر می‌رسد. گلاک ۲۲ با نسل ۲، ۳ و حتی نسل ۴ خشاب ۱۵ تایی استاندارد شده‌است. خشاب ۱۷ و ۲۸ تایی نیز موجود می‌باشد که برای کالیبرهای دیگر ۱۰در۲۲م‌م اسمیت و وسن عملکرد دارد. همچنین برای ایالت‌ها و کشورهایی که خشاب با ظرفیت بالای ۱۰ تیر را ممنوع کرده‌اند، خشاب ۱۰ عددی موجود است.
گلاک ۲۲ از زمان معرفی در سال ۱۹۹۰ تا کنون، سه بار مورد تجدید نظر عمده قرار گرفته‌است. در حال حاضر مدلی که از آن تولید می‌شود، نسل چهارم آن می‌باشد.
گلاک ۲۲سی یک نسخه از گلاک ۲۲ است که دارای یک «ترمز دهانه لوله» و «کشو» به منظور کاهش بالا رفتن دهانه لوله در هنگام تیراندازی می‌باشد.
گلاک ۲۲ یکی از مشهورترین اسلحه‌های دستی واحدهای اجرای قانون در ایالات متحده آمریکا است و به رقیب اسلحه‌های دستی دیگر با همان کالیبر ۴۰اسمیت و وسن تبدیل شده‌است.

## تغییر کالیبر
یکی از ویژگی‌های قابل توجه گلاک ۲۲، و در واقع بسیاری از اسلحه‌های دستی با کالیبر ۴۰ اسمیت و وسن، توانایی تغییر کالیبر آن به ۹در۲۲م‌م اس‌آی‌جی با یک جابجایی ساده لوله است.

## استفاده‌کنندگان
گلاک ۲۲ توسط تعدادی از سازمان‌های اجرای قانون در سراسر جهان مورد استفاده قرار می‌گیرد:
- آلاسکا: پلیس ایالتی آلاسکا
- مریلند: اداره پلیس بالتیمور[۲] — بالتیمور، مریلند، ایالات متحده آمریکا
- آلبرتا: سرویس پلیس کالگاری[۳] — کلگری، آلبرتا، کانادا
- کالیفرنیا: اداره پلیس کاپیتولا
- ویرجینیا: اداره پلیس چساپیک، چساپیک، ویرجینیا
- نیوجرسی: اداره کلانتری کامبرلند کانتی — بریجتون. نیوجرسی، ایالات متحده آمریکا
- میشیگان: اداره پلیس دیترویت[۴] — دیترویت، میشیگان، ایالات متحده آمریکا
- آلبرتا: سریس پلیس ادمنتن — ادمنتن، آلبرتا، کانادا
- ویرجینیا: اداره پلیس هنریکو کانتی
- ویرجینیا: اداره کلانتری هنریکو کانتی ایالت ویرجینیا
- انتاریو: سرویس پلیس تورنتو[۵] — تورنتو، انتاریو، کانادا
- : اف‌بی‌آی[۶] — ایالات متحده آمریکا
- کالیفرنیا: اداره پلیس اینگلوود[۷] — ایالات متحده آمریکا
- کالیفرنیا: اداره پلیس لس‌آنجلس[۸] — ایالات متحده آمریکا
- مریلند: پلیس سازمان حمل و نقل مریلند[۹] — مریلند، ایالات متحده آمریکا
- نیو ساوت ولز: نیروی پلیس نیو ساوت ولز[۱۰] — نیو ساوت ولز، استرالیا
- کالیفرنیا: اداره پلیس اورنج
- کالیفرنیا: اداره پلیس سانتا کروز — سانتا کروز، کالیفرنیا، ایالات متحده آمریکا
- کالیفرنیا: اداره کلانتری سانتا کروز — شهرستان سانتا کروز، کالیفرنیا، ایالات متحده آمریکا
- : اداره مبارزه با مواد مخدر آمریکا[۱۱] — ایالات متحده آمریکا
- پلیس سازمان تنسی ولی ایالات متحده آمریکا[۱۲] — ایالات متحده آمریکا
- استرالیای غربی: پلیس استرالیای غربی[۱۳] — استرالیای غربی
- انتاریو: پلیس یورک رجینال[۱۴] — انتاریو، کانادا
- نیومکزیکو: اداره پلیس ریو رنچو
- ساسکاچوان: سرویس پلیس رجینا[۱۵] — رجاینا، ساسکاچوان، کانادا
- آرکانزاس: اداره پلیس ردفیلد — ردفیلد، آرکانزاس، ایالات متحده آمریکا
- آرکانزاس: اداره پلیس شننون هیلز — شننون هیلز، آرکانزاس، ایالات متحده آمریکا
- تگزاس: اداره پلیس فورت وورث[۱۶] — فورت وورث، تگزاس، ایالات متحده آمریکا
- کوئینزلند: سرویس پلیس کوئینزلند[۱۷] — کوئینزلند، استرالیا